# Ardian Fullani
Ardian Fullani (ur. 15 stycznia 1955 w Tiranie) – albański ekonomista, były prezes centralnego Banku Albanii.

## Życiorys
Ardian Fullani urodził się 15 stycznia 1955. Ukończył studia ekonomiczne i prawnicze na Uniwersytecie Tirańskim, odpowiednio w 1977 i 1991 roku.
Od 1985 pracował dla ówczesnego albańskiego banku centralnego, Państwowego Banku Albanii, gdzie w latach 1987–1990 pełnił funkcję zastępcy kierownika departamentu ds. zagranicznych. Następnie pracował jako kierownik departamentu ds. zagranicznych w Albańskim Banku Komercyjnym (1990–1992). W 1992 powrócił do banku centralnego jako zastępca prezesa banku, a w latach 1993–1996 został mianowany dyrektorem departamentu ds. zagranicznych.
W latach 1996–1997 doradzał w wielu państwowych i międzynarodowych projektach pomocowych dla Albanii. Następnie pracował dla Banku Włosko-Albańskiego; z początku jako zastępca dyrektora generalnego i dyrektor działu finansowego (1997–2000), a następnie jako dyrektor generalny (2000–2004).
Od 28 października 2004 do września 2014 Ardian Fullani sprawował funkcję Prezesa Banku Albanii. Mimo sprzeciwu opozycji socjalistycznej, 10 listopada 2011 prezydent Bamir Topi podpisał dekret o mianowaniu Fullaniego na drugą siedmioletnią kadencję. We wrześniu 2014 roku Parlament Albanii odwołał Fullaniego ze stanowiska Prezesa Banku Albanii w wyniku skandalu związanego z kradzieżą 713 mln leków z rachunków Banku przez jednego z jego pracowników. W związku ze skandalem Fullani został aresztowany, wkrótce po czym areszt zamieniono na areszt domowy.

## Odznaczenia
- 2007 – Commendatore Orderu Gwiazdy Solidarności Włoskiej[7]